# Diodotos Tryfon af Seleukideriget
Diodotos Tryfon (? – 138 f.Kr.) var konge af Seleukideriget 142 f.Kr. til 138 f.Kr. og den første uden slægtsskab med seleukidedynastiet.

## General Diodotos
Diodotos blev født i Kasiana nær ved Apamea i Syrien og var efterkommer af græsk-makedonske kolonister. Under kong Demetrios 1. Soter var han general (strategos), men deserterede under borgerkrigen til tronprætendenten Alexander Balas. Alexander gør Diodotos til en af sine militære ledere og det lykkedes ham at hjælpe Alexander til en erobring af Antiochia. I sidste ende vinder Alexander borgerkrigen og bliver den nye konge.
I 146/145 f.Kr. vendte Demetrios 1. Soters unge søn, Demetrios 2. Nikator tilbage til Syrien, opsat på at afsætte Alexander Balas og hævne faderens død. Som støtte i den nye borgerkrig har han en hærstyrker af lejesoldater fra Kreta, der hurtigt spreder rædsel og ødelæggelse på deres vej, Antiochia falder i 146 f.Kr. til ægypterne der blander sig i krigen. En stor del af riget er nu under Demetrios 2.' kontrol, med støtte fra Ægypten. Alexander Balas falder ikke kamp. Diodotos øjner en chance og henter Alexander Balas' to-årige søn frem og udråber ham til konge som Antiochos 6. Dionysos.
Diodotos samlede hurtigt en hær, bestående delvis af folk fra Larissa i Syrien og bevægede sig mod nord til Khalkis-ad-bellum, hvor han slog lejr uden for byen. Demetrios 2.'s angreb på Diodotos slår fejl. Der går ikke længe før Diodotos kontrollerer det indre Syrien, koncentreret omkring Antiochia og Apamea. Store dele af Seleukideriget hylder Diodotos' sag og ser ham som en mand der kan skabe orden hvor tidligere herskere ikke har kunnet.

## Kong Tryfon
I 142 f.Kr. udråber Diodotos sig til konge og tilsidesætter den unge Antiochos 6. Hans fortsatte succes i borgerkrigen skyldes befolkningens had til Demetrios 2.'s fremfærd via sine brutale lejesoldater. Men selvom det går godt for Tryfon, taber riget som helhed i styrke. De ydre provinser står svagt, bl.a. benytter kong Mithridates 1. den Store af Partherriget borgerkrigen til at erobre Medien og Babylonien. Tryfon opnår et lille pusterum, da Demetrios 2. i 138 f.Kr. tages tilgange under et felttog i østprovinserne mod partherne. Partherne erobrer kort tid efter provinserne Susa og Elam.

## Tryfons fald
Under påskud af komplikationer ved en kirurgisk operation, myrdes Antiochos 6. Tryfon forsøger tydeligvis at skaffe sig af med de sidste seleukider. Men i 138 f.Kr. ankommer Demetrios 2.'s yngre broder Antiochos 7. Sidetes til Syrien fra sit eksil i Lilleasien. Han samler de seleukidetro krafter i landet og fortsætter krigen mod Tryfon. I et slag ved Dora besejrer han Tryfon, der flygter til Apamea, der har været meget trofast mod Tryfon. I denne by vælger Tryfon at begå selvmord.